# Sommarbingo
Sommarbingo var det andra sommarprogrammet som ersatte BingoLotto. Spelet producerades av GE Television och sändes på lördagar under 1998 i TV4. Totalt sändes 11 avsnitt med Martin Örnroth som programledare.  I programmet spelade man två bingospel, fick man en vågrätt rad fick man 100 kronor förutom i tvåans bingo som gav 200 kronor om man fick bingo tillsammans med en specifikt nummer som drogs i programmet. Fick man bingo hade man även möjligheten att ringa in och få chans på en produktvinst.
Till programmet producerades även TV-programmet Inför Sommarbingo och Vann du på Sommarbingo?. I varje program medverkade en svensk kändis som överraskade en vinnare som drogs i det föregående programmet. Vinnaren fick hemma hos sig spela på ett hjul med chans på kontanter eller en bil.
Programmet fick kritik av Lotteriinspektionen i avsnittet som sändes den 20 juni eftersom anställda fick spela telefonörer efter att telefonisystemet slutat fungera.